# Vicko Zmajević
Vicko Zmajević (Perast, 23. prosinca 1670. – Zadar, 1745.), hrvatski nadbiskup i političar.
Barski i zadarski nadbiskup, znameniti crkveni dostojanstvenik, pisac i političar. Zasigurno je jedna od najistaknutijih osoba u Dalmaciji prve polovice 18. stoljeća. Bio je apostolski vizitator za balkanske zemlje pod osmanlijskim vrhovništvom te barski i zadarski nadbiskup, pobornik glagoljice i mecena. Posebnu je pozornost posvetio unapređenju hrvatskoga književnog i pučkog jezika, a u Zadru je osnovao sjemenište za svećenike glagoljaše. Njegovom zaslugom kraj Zadra je naseljeno više od 500 arbanaških izbjeglica, čime je utemeljio naselje Arbanasi. Početkom tridesetih godina 18. st. iz okolice Skadarskog jezera doselio u okolicu Zadra nekoliko stotina katoličkih obitelji, zbog čijeg je albanskog podrijetla selo dobilo ime Arbanasi.
Plodonosnu crkvenu karijeru započeo je studijem teologije i filozofije pri Collegium Urbanum odnosno Collegium de Propaganda Fide u Rimu, a potom je djelovao kao opat samostana sv. Jurja pred Perastom i župnik crkve sv. Nikole u Perastu (1695. – 1701.). Papa Klement XI. imenovao ga u tridesetoj godini (1701.) barskim nadbiskupom i administratorom Budvanske dijeceze te apostolskim vizitatorom Katoličke crkve za Srbiju, Albaniju, Makedoniju i Bugarsku. Zbog nesigurnih uvjeta života u Baru povukao se 1706. u rodni Perast odakle je 1710. godine otišao u Kotor. Zadarskim nadbiskupom imenovao ga je ponovno Papa Klement XI. i to 1713. godine, ali je i dalje zadržao naslov apostolskog vizitatora za zemlje pod osmanlijskim vrhovništvom (od 1737. njegova su vizitatorska prava proširena i na Bosnu). 

## Utemeljitelj Arbanasa
Nastojanjem Vicka Zmajevića uselilo se od 1726. – 1733. godine u neposrednu blizinu Zadra više od 500 arbanaških izbjeglica s područja Skadarskog jezera, čime je utemeljio naselje Arbanase. Obnašajući naslov zadarskog nadbiskupa u razdoblju kada je, ponajviše mletačkim nastojanjem, u Dalmaciju doseljeno brojno pučanstvo pravoslavne vjeroispovijesti, Zmajević se od dolaska u Zadar suočavao s težnjama srpskih patrijarha i njemu podložnih pravoslavnih episkopa da ustroje neovisnu crkvenu organizaciju na području Dalmacije. Zmajevićevi dopisi mletačkoj vlasti u Dalmaciji, mletačkoj središnjici, pojedinim dalmatinskim biskupima i rimskoj kuriji iskazuju ogorčenje i nezadovoljstvo ponašanjem pravoslavnog svećenstva i crkvene hijerarhije koju su, u cilju održavanja ravnoteže snaga, Mlečani povremeno pomagali. Takav je stav najizrazitije iskazao u spisu Zrcalo istine (Specchio della verita), djelu koje do danas nije znanstveno posve valorizirano.

## Pobornik glagoljice i graditelj crkva
Zmajević je tijekom cijelog svog nadbiskupovanja bio gorljivi pobornik uporabe glagoljice i hrvatskog jezika u crkvenom bogoslužju. Već 1725. godine pisao je o ideji osnivanja sjemeništa koje će biti namijenjeno obrazovanju ilirskog (odnosno hrvatskog) svećenstva. Ta se zamisao počela ispunjavati 1735., kada je sagrađena zgrada uz nadbiskupsku palaču. Za otvaranje studija nedostajalo je novca te je Zmajevićevu zamisao dovršio nasljednik Splićanin Mate Karaman, koji je 1. svibnja 1748. otvario zadarsko ilirsko sjemenište (Collegium Illiricum). 
Zmajevićevim sredstvima financirane su brojne gradnje i dogradnje u Zadru i okolici. Kao privrženik Marijanskog kulta, zadarski je nadbiskup 1725. dao načiniti kapelu za sliku Blaža Jurjeva Trogiranina u zadarskoj crkvi Gospe od Zdravlja (Gospa od Kaštela), mjestu njegova budućeg mauzoleja. U istoj je crkvi dao podići i oltare posvećene sv. Filipu Neriju i sv. Franji Asiškom. Dana 17. lipnja 1736. godine spominje se da je to popularno zadarsko svetište pridruženo s loretskom bazilikom. Obnovio je i crkvu Sv. Donata i dovršio 1718. sadašnji glavni oltar u crkvi sv. Krševana. Zajednici arbanaških useljenika vlastitim je novčanim sredstvima pomogao da u Borgo Erizzo (Arbanasi) podignu svetište Gospe Loretske.

## Pisac i mecena
Kao provoditelj tadašnje politike rimske kurije u jugoistočnoj Europi, Zmajević je održavao bogate veze s istaknutim osobama svog doba. Od djela mu se ističe arbanaška redakcija crkvenog sabora u Mrkinju kraj Lješa, djelo važno za upoznavanje tadašnjih društvenih prilika na albanskom području. Zmajevićeve teološke (uglavnom dogmatske) rasprave odaju vrsnog znalca latinskog i talijanskog jezika, osobu široke naobrazbe i kulturnih interesa. Osim nedvojbene znanstvene akribije imao je i dar za lijepu pjesničku riječ. To potvrđuje njegovo djelo Corona poetica, zbirka pjesama na latinskom jeziku objavljena u Rimu 1694. pod naslovom Musarum Chorus ad laudem Antonii Zeni. 
Zmajević je za života bio i mecena više književnika i umjetnika. Zalagao se i vjerojatno novčano pomagao tiskanje pjesničkog djela Dubrovčanina Ignjata Ðurđevića – Uzdasi Mandaljene pokornice (Venecija, 1728.), koje je i posvećeno zadarskom nadbiskupu. Svoje djelo (Pisna od pakla, Mleci, 1727.) Zmajeviću posvećuje i franjevački pisac Lovro Šitović/Sitović. Oba su djela zabilježena i u osobnoj nadbiskupovoj knjižnici u zadarskoj nadbiskupiji (prema njegovu osobnom inventaru iz 1745. godine). Brojna, još uvijek nedovoljno proučena rukopisna ostavština Vicka Zmajevića razasuta je diljem domaćih i stranih arhiva i knjižnica (Venecija, Rim, Vatikan, Perast, Kotor, Zadar i drugdje). Proučavanje njegova života i djela, važnog kako za povijest Boke kotorske i Zadra, tako i drugih naroda europskog jugoistoka (poglavito Albanaca), još uvijek je aktualno i iziskuje cjelovitu monografsku obradu.
Umro je u 75. godini života, a da nije doživio otvaranje glagoljskog sjemeništa za koje se toliko trudio. Sjemenište je otvorio 1748. njegov nasljednik Mate Karaman.